# Мармара (Крым)
Мармара (укр. Мармара, крымскотат. Marmara, Мармара) — исчезнувшее село в Балаклавском районе Севастопольского горсовета. Располагалось на северо-востоке территории горсовета, у границы с Бахчисарайским районом, в долине реки Айтодорки, правого притока Чёрной. На известных картах селение не отмечено, местоположение определяется довольно приближённо, по описанию Петра Палласа 1794 года в труде «Наблюдения, сделанные во время путешествия по южным наместничествам Русского государства» 
…деревня Мармора, прежде населенная греками и теперь покинутая… …у скалы называемую Чаплак-кая, в уступе которой выдолблены кельи монахов, сходные с инкерманскими, известные здесь под названием Кара-коба, затем далее - под именем Шулдан…
Таким образом, селение локализуется примерно в полукилометре восточнее современного села Терновка, у подножия скал, в которых вырублен монастырь Шулдан. Время возникновения, вероятно, совпадает с основанием монастыря — конец XIII—XIV век, в составе средневекового княжества Феодоро. Просуществовала Мармара гораздо дольше монастыря — Шулдан был разрушен при разгроме княжества османами в 1475 году, Мармару же включили в Мангупский кадылык Кефинского эялета империи. После обретения ханством независимости по Кючук-Кайнарджийскому мирному договору 1774 года «повелительным актом» Шагин-Гирея 1775 года селение было включено в Крымское ханство в состав Бакчи-сарайского каймаканства Мангупскаго кадылыка. В это время, в 1778 году, состоялось выселение крымских греков в Приазовье. Согласно «Ведомости о выведенных из Крыма в Приазовье христианах» А. В. Суворова из Мармары выехало 103 человека — 46 мужчин и 57 женщин (в ведомости митрополита Игнатия также значится Момрум, но без указания числа выселенных семей). На новом месте переселенцы, вместе с выходцами из Черкез-Кермена и Карань, основали село Карань — ныне Гранитное, Тельмановского района Донецкой области. Видимо, селение опустело полностью, в Камеральном Описании Крыма… 1784 года, среди жилых, не упомянуто. По ведомости генерал-поручика О. А. Игельстрома от 14 декабря 1783 года в селении Мармара после вывода христиан осталось 13 домов переселенцев, из которых «7 проданных ханом, 6 разорены». В ведомости «при бывшем Шагин Герее хане сочиненная на татарском языке о вышедших християн из разных деревень и об оставшихся их имениях в точном ведении его Шагин Герея» и переведённой 1785 году о деревне Мармара содержится список 17 жителей деревни, с перечислением принадлежавших им пашен. Сведений о жилищах и иных постройках нет; также содержится приписка, что «в деревне расположены албанцы». В дальнейшем в доступных источниках не встречается.